# Lacinipolia intentata
Lacinipolia intentata là một loài bướm đêm trong họ Noctuidae.